# G.726
G.726 кодек является стандартом ITU-T адаптивной импульсно-кодовой модуляции — ADPCM и описывает передачу голоса со скоростью: 16, 24, 32, и 40 килобит/сек. Он замещает собой другие стандарты — G.721, который описывает ADPCM передачу голоса со скоростью 32 килобита/сек, и G.723, который описывает ADPCM передачу со скоростью 24 и 40 килобит/сек. Четыре скорости кодека G.726 соотносят обычно с размерами выборок (отсчетов) в битах, это 2-, 3-, 4-, и 5-битовый, соответственно.
Наиболее часто используемый среди них — 32 килобит/сек, который равен ровно половине полосы стандартного кодека G.711. В первую очередь используется на международных линиях связи в телефонных сетях. Он также является стандартным кодеком, используемым в беспроводных телефонах системы DECT, а также используется в некоторых камерах фирмы Canon и IP-камерах фирмы Panasonic, Beward и D-link .